# Хагуро-Мару
Хагуро-Мару (Haguro Maru) — транспортне судно, яке під час Другої світової війни брало участь у операціях японських збройних сил в архіпелазі Бісмарка.
Хагуро-Мару спорудили в 1928 році на верфі Yokohama Dock у Йокогамі на замовлення компанії Itaya Shosen.
23 жовтня 1943-го судно реквізували для потреб Імперського флоту Японії.
1 листопада 1943-го воно вийшло з Йокосуки у складі конвою № 3101 та попрямувало на схід Каролінських островів до атола Трук (ще до війни тут була створена потужна база ВМФ, з якої до лютого 1944-го провадились операції в цілому ряді архіпелагів). 12 листопада після атаки підводного човна конвой розділився на дві частини. Хагуро-Мару прибув до Труку разом з другим ешелоном 14 листопада.
27 листопада 1943-го судно у складі конвою № 1272 вийшло з Труку, а 4 грудня прибуло до Рабаулу — головної передової бази в архіпелазі Бісмарка, з якої протягом кількох років велись операції на Соломонових островах та сході Нової Гвінеї.
Увечері 11 січня 1944-го Хагуро-Мару вирушило у зворотний шлях до Труку в складі конвою № 2112. 13 січня за кілька десятків кілометрів на захід від острова Новий Ганновер конвой став ціллю для американських літаків B-24, котрі потопили Хагуро-Мару. При цьому загинули 10 пасажирів та 8 членів екіпажу.